# ヘンリー・フレデリック (カンバーランド公)
ヘンリー・フレデリック（Henry Frederick, Duke of Cumberland and Strathearn, 1745年11月7日 - 1790年9月18日）は、イギリスの王族。ジョージ3世の弟。

## 経歴
皇太子フレデリックと皇太子妃オーガスタの第6子（四男）として、レスター・ハウスで生まれた。
1766年10月、カンバーランド・ストラサーン公位とダブリン伯爵位を与えられた。
兄エドワード・オーガスタスと同様、海軍軍人となった。
1767年か1770年に聖職者ジェイムズ・ウィルモントの娘オリヴィア（- 1774年）と私的に結婚し、彼女との間に非嫡出子を2子儲けた。しかし1771年10月2日、初代カーハンプトン伯爵シモン・ラットレルの娘でクリストファー・ホートンの夫人であるアン・ホートン（1742年 - 1808年）と結婚し、二重結婚の疑惑をもたれた。彼の不適切な結婚が、1772年王室結婚法（ジョージ2世の子孫は、王の許可なしに結婚してはならないという内容）を触発することとなった。
1767年にフリーメイソンに加入した。1782年から1790年にかけてはイングランド・首位グランド・ロッジのグランドマスターを務めた。
アンとの間に子のないまま、1790年にアンに先立ってロンドンの自邸で薨去した。